# Крушельниця (річка)
Крушельни́ця (інша назва — Бри́чка) — річка в Українських Карпатах, у межах Стрийського району Львівської області. Права притока Стрию (басейн Дністра).

## Опис
Довжина 14 км, площа басейну 36 км². Річка типово гірська. Долина вузька, заліснена (особливо в середній та верхній течії). Заплава часто одностороння або відсутня. Річище слабозвивисте, з кам'янистим дном і численними перекатами та невеликими водоспадами, наприклад, на околиці села Крушельниця є Крушельницький водоспад (1,5 м). Для річки характерні паводки після сильних дощів чи під час відлиги.

## Розташування
Крушельниця бере початок на південних схилах гори Великий Верх хребта Щавлева Гряда (1175,5 м), у межах Національного парку «Сколівські Бескиди». Тече між горами Сколівських Бескидів переважно на схід, у пригирловій частині — на північний схід. Впадає до Стрию в межах села Крушельниці. 